# Edward Dowden

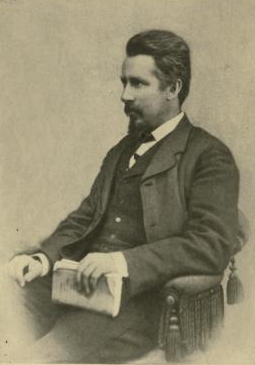
Edward Dowden, um 1874

Edward Dowden (* 3. Mai 1843 in Cork; † 4. April 1913 in Dublin) war ein irischer Literaturhistoriker und Dichter.

## Leben und Werk
Edward Dowden war ein Sohn des Kaufmanns und Gutsbesitzers John Wheeler Dowden sowie ein jüngerer Bruder des nachmaligen Bischofs von Edinburgh, John Dowden. Schon früh zeigte er literarische Interessen, indem er etwa bereits im Alter von 12 Jahren mehrere Abhandlungen schrieb. Nachdem er zunächst Privatunterricht bekommen hatte, wurde er am Queen’s College in Cork weiter ausgebildet und studierte dann am Trinity College Dublin. An letzterem Institut wurde er Präsident der Philosophischen Gesellschaft, gewann den Rektorenpreis für englische Lyrik und Prosa und erhielt 1867 im Alter von 24 Jahren die Professur für englische Literatur und Beredsamkeit.
Dowden zeichnete sich insbesondere mit grundlegenden Untersuchungen über Shakespeare aus. Dieses Thema griff er bereits in seinem ersten, als Überarbeitung einer Vorlesungsreihe entstandenen Buch Shakspere: A Critical Study of His Mind and Art (1875; 5. Auflage 1880; deutsch von Wilhelm Wagner, Shakspere, sein Entwickelungsgang in seinen Werken, Heilbronn 1879) auf, in dem er ein abgerundetes Bild von Shakespeares Entwicklung als Künstler zu geben versuchte. Es machte ihn als Kritiker weithin bekannt. 1877 gab er den u. a. ins Deutsche und Italienische übersetzten Shakespeare primer heraus, der auch für einen nicht akademischen Leserkreis gedacht war. Für seine literarischen Verdienste, insbesondere für seine kritischen Stellungnahmen auf dem Shakespeare betreffenden Themengebiet, verlieh ihm die Royal Irish Academy 1878 die Cunningham-Goldmedaille. Später gab er Shakespeares Sonetts (1881), Passionate Pilgrim (1883), Hamlet (1899), Romeo and Juliet (1900) und Cymbeline (1903) heraus und verfasste auch eine Einleitung zum International Shakspere (1887) sowie die Introduction to Shakespeare (1893).
Aus Dowdens früher Schaffenszeit stammt ein Band tief innerlicher Poems (1876). Seine kritischen Essays Studies in Literature (1878; 3. Auflage 1887), Transcripts and Studies (1888) und New Studies in Literature (1895; neue Ausgabe 1902) zeigen seine fundierte Kenntnis der literarischen Strömungen in verschiedenen Ländern und Zeitaltern. Er schrieb mehrere Biographien, von denen ihn insbesondere sein Life of Shelley (2 Bde., 1886) allgemein bekannt machte. 1900 besorgte er auch eine Edition von Shelleys Werken.
Ferner schrieb Dowden ein Buch über Robert Southey (in der Reihe English Men of Letters, 1879), dessen Briefwechsel mit seiner Braut er als Southey’s Correspondence with Anne Bowles (1881) sowie ausgewählte Werke als Select Poems of Southey (1895) herausgab. Er edierte auch den Briefwechsel des englischen Dramatikers Henry Taylor (Correspondence of Sir Henry Taylor, 1888) sowie William Wordsworths Poetical Works (1892) und Lyrical Ballads (1890). Seine literarischen Interessen verraten weiters seine Werke French Revolution and English Literature (1897; an der Princeton University 1896 gehaltene Vorlesungen umfassend), History of French Literature (1897), Puritan and Anglican (1900), Robert Browning (1904) und Michel de Montaigne (1905). Aufgrund seiner Vorliebe für Goethe wurde er 1888 der Nachfolger Friedrich Max Müllers als Präsident der englischen Goethe Society, welchen Posten er bis 1890 versah. Zur Ausgabe von Goethes Wilhelm Meister lieferte er 1890 eine Einleitung.
1889 war Dowden erster Vortragender der an der Universität Oxford gehaltenen jährlichen Vorlesungsreihe Taylorian Lecture und behandelte dabei das Thema „Literary Criticism in France“. 1892–1896 war er Dozent am Trinity College Cambridge. Seinen scharfsinnigen Forschungen ist u. a. die erste Darstellung von Thomas Carlyles Lectures on periods of European culture zu verdanken, ferner die Identifizierung Shelleys als Autor eines Berichts (in The Critical Review vom Dezember 1814) über einen verlorenen Roman des schottischen Dichters James Hogg, eine Beschreibung von Shelleys Philosophical View of Reform sowie die Entdeckung eines handschriftlichen Tagebuchs von Fabre d’Églantine und einer Aufzeichnung Doktor Wilhelm Weissenborns über Goethes letzte Tage und Tod. Er fand auch A Narrative of a Prisoner of War under Napoleon (veröffentlicht im Blackwood’s Magazine), ein unbekanntes Pamphlet von Bischof George Berkeley, einige unedierte Schriften des englischen Autors William Hayley über William Cowper und ein einzigartiges Exemplar der Tales of Terror.
Als Bildungsbeauftragter in Irland (1896–1901), Kurator der Irischen Nationalbibliothek, Sekretär der Irish Liberal Union und Vizepräsident der Irish Unionist Alliance forcierte Dowden die Ansicht, dass Literatur nicht vom praktischen Leben getrennt werden solle.
Dowden, der als einer der Ersten den US-amerikanischen Dichter Walt Whitman würdigte, war zweimal verheiratet, zuerst seit 1866 mit Mary Clerke und dann seit 1895 mit Elizabeth Dickinson West, Tochter des Dechants von St. Patrick. Er starb 1913 im Alter von knapp 70 Jahren. Seine Tochter aus erster Ehe, Hester Dowden (1868–1949), war ein bekanntes spiritistisches Medium.